# Greckokatolicki dekanat sieniawski
Greckokatolicki dekanat sieniawski – historyczny dekanat należący do eparchii przemyskiej, istniejący w latach 1921–1946.

## Historia
W 1921 roku utworzono dekanat sieniawski, w którego skład weszły parochie, z wydzielonego terytorium dekanatów:
- jarosławskiego – Cieplice, Dąbrowica, Dobra, Leżachów, Majdan Sieniawski, Manasterz, Mołodycz, Piskorowice, Sieniawa.
- kańczudzkiego – Gorzyce.

Pierwszym dziekanem został ks. Iwan Prokop, paroch w Dobrej. 
W 1938 roku na terenie dekanatu było 18 029 wiernych, a dziekanem był ks. Antoni Melnyczuk paroch w Sieniawie, a wice-dziekanem ks. Józef Zaremba paroch w Cieplicach.
Po wysiedleniu Ukraińców z duchownymi oraz przejściu polskich grekokatolików na obrządek rzymskokatolicki, dekanat i parochie przestały istnieć. 
Cerkwie w Cieplicach, Dąbrowicy, Dobrej, Leżachowie i Mołodyczu zostały zaadaptowane na kościoły rzymskokatolickie. Cerkwie w Gorzycach, Majdanie Sieniawskim, Manasterzu i Piskorowicach zostały spalone i zburzone.